# 斯林寺
斯林寺，藏语称“斯林日追”，位于西藏自治区拉萨市林周县旁多乡达龙村，是一座藏传佛教寺院。

## 简介
斯林寺位于西藏自治区拉萨市林周县旁多乡达龙村。藏语“旁多”意为“山麓”，“达龙”意为“老虎出没的地方”。斯林寺为藏传佛教寺院。达龙村周边有达隆寺（达隆噶举派的主寺）、赤龙寺、斯林寺等古迹。斯林寺位于一座山的峭壁上，只有一条路可供出入。
2000年，斯林寺被盗各种佛像、佛塔、唐卡等，共计48件。2000年3月23日凌晨，林周县警方接到报案，斯林寺藏经楼内的45尊佛像及佛塔与一幅唐卡被盗。随后，墨竹工卡县唐加乡的塔布寺的三尊佛像与一幅唐卡被盗。警方迅速汇集了近期发生在附近的五起寺庙盗窃案的信息，找到了犯罪嫌疑人的作案规律。最后，警方在工布江达县将三名犯罪嫌疑人抓获，收缴回全部被盗文物。
2012年，该寺的僧人边巴被评为西藏自治区爱国守法先进僧尼。